# Tansghart
Pour l’article homonyme, voir Tansgharte.
Tansgharte تنصغارت ( تنصغارت  |  ⵜⴰⵏⵙⵖⴰⵔⵜ ), est un village de la commune de Souk Lakhmis Dadès, dans la province de Tinghir et la région administrative Drâa-Tafilalet, au Maroc.

## Géographie
Le village de Tansgharte, dont les coordonnées géographiques sont 31° 17′ 49″ N, 6° 02′ 40″ O
, est riverain de l'oued Dadès. Il est relié à la ville de Tinghir — à environ 65 km — par la N 10.

## Population et société
Tansgharte est un village — ou douar — berbère.